# Levantamento de peso paralímpico

Pictograma do levantamento de peso paraolímpico nos Jogos Paraolímpicos de 2008.

O levantamento de peso paraolímpico ou levantamento de peso básico paraolímpico é uma adaptação do esporte de levantamento de peso básico para atletas com deficiência física. A única disciplina é o supino.
O levantamento de peso paraolímpico teve sua primeira aparição na segunda edição dos Jogos Paraolímpicos de Verão de 1964, em Tóquio, sob o nome de halterofilismo paraolímpico (em inglês:  paralympic weightlifting). Somente homens com lesão na medula espinhal participaram com regras pouco diferentes das usadas hoje.
Ao longo dos anos seguintes, o halterofilismo paraolímpico sofreu uma importante transição para incluir outros tipos de deficiência e incorporar regras idênticas às da competições de levantamento de peso básico. Nos Jogos Paraolímpicos de Verão de 1984, o levantamento de peso básico paraolímpico (em inglês: paralympic powerlifting) teve sua primeira aparição.
Durante a Assembléia Geral em Barcelona, em 1992, decidiu-se incluir apenas o powerlifting (levantamento de peso básico paraolímpico) nos Jogos Paraolímpicos, e não mais o halterofilismo paraolímpico. Mudou-se o nome de "weightlifting" para "powerlifting" e agora o concurso está aberto a todos os atletas com paralisia cerebral, lesão medular, amputados (somente membros inferiores amputados) e outros que preencham os critérios mínimos de deficiência.
As mulheres competiram em Jogos Paraolímpicos pela primeira vez, em Sydney, na edição de 2000.
O esporte é regido pelo Comitê Paraolímpico Internacional (IPC) e coordenado pelo IPC Powerlifting Technical Committee, fundado em 1989.

## Competição
Os equipamentos do levantamento básico paraolímpico são os mesmos usados pelo levantamento básico e são uma barra de aço, discos (ou anilhas) e colares (ou presilhas), para fixar os discos na barra. A barra deve medir 2,20 m de comprimento e pesar 20 kg.
Os discos são feitos de metal e têm os seguintes pesos: 1,25, 2,5, 5, 10, 15, 20, 25 e 50 kg. Para a quebra de recordes, discos mais leves podem ser usadas para conseguir um peso de no mínimo 0,5 kg maior que o recorde existente.
Os colares devem pesar 2,5 kg cada um.
Os atletas competem deitados em um banco. O banco oficial têm 2,10 m de extensão. A parte principal do banco têm 61 centímetros de largura. Na extremidade do banco e em direção a cabeça, o banco estreita-se para menos de 30 centímetros. A altura do banco varia entre 45 e 50 centímetros do solo.
Supino. O supino é a única prova e começa no momento em que a barra é retirada do suporte — com ou sem a ajuda do auxiliar central — estendendo totalmente os braços; a seguir, têm de baixá-la até ao peito, mantê-la imóvel neste nível e, em seguida, elevá-la até a posição inicial, finalizando o movimento.
Os atletas competem em classes de peso, de acordo com a sua massa corporal. São divididos em dez categorias de peso, conforme o sexo. Até 31 dezembro de 2013, as categorias eram seguintes:
- masculino: até 48 kg, 52 kg, 56 kg, 60 kg, 67,5 kg, 75 kg, 82,5 kg, 90 kg, 100 kg e acima de 100 kg
- feminino: até 40 kg, 44 kg, 48 kg, 52 kg, 56 kg, 60 kg, 67,5 kg, 75 kg, 82,5 kg e acima de 82,5 kg

Mas em 1º de janeiro de 2013, novas categorias de peso foram fixadas:
- masculino: até 49 kg, 54 kg, 59 kg, 65 kg, 72 kg, 80 kg, 88 kg, 97 kg, 107 kg e acima de 107 kg
- feminino: até 41 kg, 45 kg, 50 kg, 55 kg, 61 kg, 67 kg, 73 kg, 79 kg, 86 kg e acima de 86 kg.

Aos atletas são dadas três tentativas e o vencedor é o atleta com o maior peso levantado. Três árbitros avaliam cada tentativa de levantamento, escolhendo a cor branca ou uma luz vermelha. O peso da barra deve ser sempre um múltiplo de 1 kg, exceto quando da tentativa de um novo recorde. Entre a primeira e a segunda tentativa, e entre a segunda e a terceira tentativa, deve haver um aumento mínimo de 1 kg.
Podem competir atletas com deficiência mínima, de 14 anos em diante, e que possam estender completamente os braços com não mais de 20 graus de perda em ambos cotovelos para realizar o movimento válido.

## Recordes mundiais

### Novos
Recordes das categorias de peso atuais.

#### Homens
| Classe de peso | Nome                    | Nação    | Marca    | Local            | Data       |
| -------------- | ----------------------- | -------- | -------- | ---------------- | ---------- |
| -49 kg         | Cong van Le             | Vietname | 183,5 kg | Cidade de México | 04.12.2017 |
| -54 kg         | Sherief Othman          | Egito    | 205 kg   | Dubai            | 06.04.2014 |
| -59 kg         | Sherief Othman          | Egito    | 211 kg   | Rio de Janeiro   | 09.09.2016 |
| -65 kg         | Paul Kehinde            | Nigéria  | 221 kg   | Dubai            | 19.02.2018 |
| -72 kg         | Roohallah Rostami       | Irão     | 229 kg   | Jacarta          | 09.10.2018 |
| -80 kg         | Majid Farzin            | Irão     | 240 kg   | Rio de Janeiro   | 12.09.2016 |
| -88 kg         | Ye Jixiong              | China    | 234 kg   | Jacarta          | 11.10.2018 |
| -97 kg         | Mohamed Eldib           | Egito    | 243 kg   | Dubai            | 18.02.2018 |
| -107 kg        | Sodnompiljees Enkhbayar | Mongólia | 247 kg   | Astana           | 18.07.2019 |
| +107 kg        | Siamand Rahman          | Irão     | 310 kg   | Rio de Janeiro   | 14.09.2016 |

#### Mulheres
| Classe de peso | Nome                   | Nação   | Marca    | Local          | Data       |
| -------------- | ---------------------- | ------- | -------- | -------------- | ---------- |
| -41 kg         | Cui Zhe                | China   | 104,5 kg | Astana         | 13.07.2019 |
| -45 kg         | Guo Lingling           | China   | 118 kg   | Astana         | 13.07.2019 |
| -50 kg         | Esther Oyema           | Nigéria | 131 kg   | Gold Coast     | 10.04.2018 |
| -55 kg         | Mariana Shevchuk       | Ucrânia | 131 kg   | Dubai          | 09.02.2019 |
| -61 kg         | Lucy Ejike             | Nigéria | 142 kg   | Rio de Janeiro | 11.09.2016 |
| -67 kg         | Tan Yujiao             | China   | 140,5 kg | Jacarta        | 09.10.2018 |
| -73 kg         | Souhad Ghazouani       | França  | 150 kg   | Aleksin        | 25.05.2013 |
| -79 kg         | Bose Omolayo           | Nigéria | 142 kg   | Astana         | 17.07.2019 |
| -86 kg         | Folashade Oluwafemiayo | Nigéria | 150 kg   | Astana         | 18.07.2019 |
| +86 kg         | Josephine Orji         | Nigéria | 160 kg   | Rio de Janeiro | 14.09.2016 |

### Antigos
Recordes mundiais do levantamento básico paraolímpico ratificados pelo Comitê Paraolímpico Internacional até 31 dezembro de 2012.

#### Homens
| Classe de peso | Nome            | Nação         | Marca    | Local   | Data       |
| -------------- | --------------- | ------------- | -------- | ------- | ---------- |
| -48 kg         | Yakubu Adesokan | Nigéria       | 180 kg   | Londres | 30.08.2012 |
| -52 kg         | Sherief Othman  | Egito         | 191 kg   | Dubai   | 28.03.2010 |
| -56 kg         | Sherief Othman  | Egito         | 206,5 kg | Dubai   | 23.02.2012 |
| -60 kg         | Nader Moradi    | Irão          | 203,5 kg | Sharjah | 02.12.2011 |
| -67,5 kg       | Liu Lei         | China         | 226 kg   | Londres | 02.09.2012 |
| -75 kg         | Zhang Haidong   | China         | 240 kg   | Sydney  | 26.10.2000 |
| -82,5 kg       | Zhang Haidong   | China         | 248,5 kg | Kunming | 18.05.2007 |
| -90 kg         | Park Jong-Chul  | Coreia do Sul | 250 kg   | Busan   | 30.10.2002 |
| -100 kg        | Mohamed Eldib   | Egito         | 249 kg   | Londres | 05.09.2012 |
| +100 kg        | Siamand Rahman  | Irão          | 291 kg   | Sharjah | 04.12.2011 |

#### Mulheres
| Classe de peso | Nome                   | Nação   | Marca    | Local        | Data       |
| -------------- | ---------------------- | ------- | -------- | ------------ | ---------- |
| -40 kg         | Nazmiye Muslu          | Turquia | 109 kg   | Londres      | 30.08.2012 |
| -44 kg         | Lucy Ejike             | Nigéria | 127,5 kg | Atenas       | 20.10.2004 |
| -48 kg         | Esther Oyema           | Nigéria | 135 kg   | Londres      | 01.09.2012 |
| -52 kg         | Joy Onaolapo           | Nigéria | 131 kg   | Londres      | 01.09.2012 |
| -56 kg         | Fatma Omar             | Egito   | 143 kg   | Londres      | 02.09.2012 |
| -60 kg         | Souhad Ghazouani       | França  | 136 kg   | Kuala Lumpur | 28.07.2010 |
| -67,5 kg       | Souhad Ghazouani       | França  | 147 kg   | Dubai        | 24.02.2012 |
| -75 kg         | Folashade Oluwafemiayo | Nigéria | 148 kg   | Londres      | 03.09.2012 |
| -82,5 kg       | Heba Said Ahmed        | Egito   | 155 kg   | Pequim       | 14.09.2008 |
| +82,5 kg       | Grace Anozie           | Nigéria | 168 kg   | Dubai        | 25.02.2012 |